# 迈尔·格奥尔格
迈尔·格奥尔格（英語：Georg Major），（1502年—1574年），文艺复兴时期欧洲神学家。他曾在维腾贝格大学受教于梅兰希通和路德。作为路德的神学家，他告诫道，除了路德宣扬的教义外，善行对于得救具有必要性。